# Lens ervoides
Lens ervoides ist eine Pflanzenart aus der Gattung der Linsen (Lens) innerhalb der Familie der Hülsenfrüchtler (Fabaceae).

## Merkmale
Lens ervoides ist ein einjähriger Schaft-Therophyt, der Wuchshöhen von 10 bis 30 Zentimeter erreicht. Die Pflanze ist angedrückt flaumig behaart. Die Blätter haben keine oder nur eine kurze Ranke. Die 4 bis 8 Fiedern sind lineal bis elliptisch und 8 bis 21 × 1 bis 3 (4) Millimeter groß. Die Trauben sind ein- bis zweiblütig und nickend. Die Blütenstiele sind unbegrannt. Die Krone ist hellblau und 4 bis 6 Millimeter groß. Die Hülsen sind flaumig und messen 9 bis 11 × 4 bis 5 Millimeter.
Die Blütezeit reicht von April bis Mai.
Die Chromosomenzahl beträgt 2n = 14.

## Vorkommen
Lens ervoides kommt im Mittelmeerraum auf trockenem Brachland vor, auf Kreta in Höhenlagen von 400 bis 1300 Meter. Das Verbreitungsgebiet reicht von Nordafrika und dem tropischen Afrika bis zum Mittelmeergebiet, Vorderasien und dem Kaukasusraum.

## Taxonomie
Lens ervoides wurde 1810 von Giovanni de Brignoli di Brunhoff als Cicer ervoides Brign. in Fasciculus Rariorum Plantarum in Horto Botanico Forojuliensium Seite 27 erstbeschrieben. Sie wurde von Loreto Grande 1918 in Bulletino dell' Orto Botanico della Regia Università de Napoli Band 5, Seite 58 als Lens ervoides (Brign.) Grande in die Gattung Lens gestellt. Synonyme sind Ervum lenticula Sturm, Vicia ervoides (Brign.) Fiori und Vicia lenticula (Schreb.) Janka.